# Détroit de McMurdo
Le détroit de McMurdo est un bras de mer séparant l'île de Ross du continent Antarctique. Les eaux froides et pleines d'icebergs du détroit sont larges et longues d'environ 55 km. Il possède 4 000 km de côte antarctique, ouvert sur la mer de Ross au nord. Le chaînon de la Royal Society s'élève jusqu'à 4 205 m d'altitude sur la côte ouest du détroit, la barrière de glace de McMurdo forme la côte sud, et l'île de Ross, refuge des explorateurs, la côte est. Le mont Erebus, un volcan actif, domine l'île de ses 3 794 m. Les bases scientifiques les plus grandes du continent, la station McMurdo (États-Unis) et la base Scott (Nouvelle-Zélande) sont sur la côte sud de l'île au bout de la péninsule de Hut Point.
Découvert par le capitaine James Clark Ross en février 1841, le détroit, situé à environ 800 km du pôle Sud, fut nommé en honneur du lieutenant Archibald McMurdo du navire HMS Terror. Aujourd'hui, il sert de route de ravitaillement pour les cargos et les avions qui atterrissent sur la glace flottante près de la station McMurdo. L'occupation quasi constante de la station par des scientifiques et des employés depuis 1957-1958 a pollué sa baie, appelée la Winter Quarters Bay.
La banquise sur la côte de la baie et dans le reste du détroit est un obstacle important pour les navires qui essaient d'y entrer. Ils ont obligatoirement besoin de coques renforcées voire de l'escorte d'un brise-glace. La difficulté d'accès restreint encore le nombre de touristes, de plus en plus présents dans le reste de la péninsule antarctique. Ceux qui parviennent à y débarquer peuvent y voir des paysages fantastiques et une diversité remarquable de la faune, allant des orques aux phoques et de manchots Adélie et empereurs.
Les courants froids polaires de l’océan Austral réduisent l'impact des courants chauds venant du sud du Pacifique et de l'Atlantique. Les vents très froids sont communs dans le détroit, qui est gelé tous les hivers, la glace étant d'une épaisseur d'environ 3 m. L'été austral provoque la dispersion de la glace ; le vent et les courants peuvent les pousser au nord, dans la mer de Ross, mélangeant les courants froids qui remontent vers tous les coins du globe. Les températures relevées à la station McMurdo vont jusqu'à −50,5 °C pendant les longs et froids mois de l'hiver austral. Décembre et janvier sont les mois les plus chauds, avec des températures moyennes de −1 °C et de −0,55 °C respectivement.

## Une position stratégique
Le rôle stratégique du détroit McMurdo date de l'âge héroïque de l'exploration en Antarctique. Les explorateurs Ernest Shackleton et Robert Scott construisirent des bases sur les côtes comme point de départ pour leurs explorations de l'intérieur du continent.
L'importance logistique du détroit continue à être très grande de nos jours. Des avions transportant des provisions et des passagers atterrissent sur les pistes gelées de Williams Field devant la station McMurdo, sur la banquise permanente. L'arrivée, une fois par an, d'un cargo et d'un navire citerne dépendent du passage du détroit.
Les bases américaine et néo-zélandaise se trouvent toutes les deux au sud de l'île de Ross, la terre la plus australe accessible par la mer. Le port de Winter Quarters Bay est le plus austral du monde. Toutefois, l'accès aux bases dépend de l'état du détroit et de la banquise. Pendant l'hiver, le détroit présente une masse impénétrable de glace. Pendant l'été, les navires sont souvent confrontés à des concentrations de glace formée pendant l'hiver précédent, la banquise côtière, et de glace très dure datant de plusieurs années. Dans ces cas, on a recours à des brise-glace, mais les courants et les très forts vents antarctiques peuvent parfois pousser ces obstacles vers le nord, ouvrant alors le détroit pour les navires.

### L'iceberg B-15A

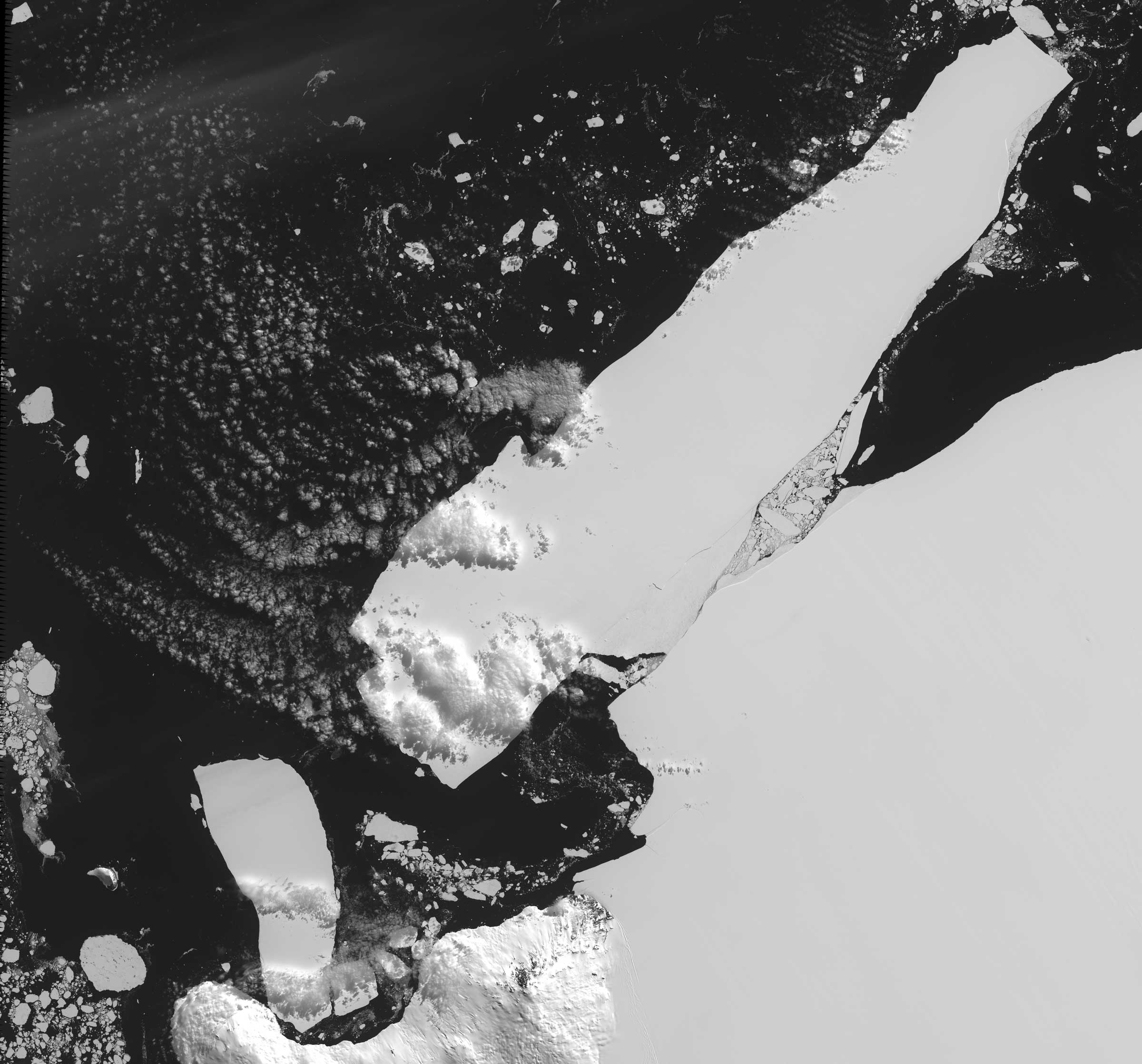
Image satellite de B-15

Un événement assez courant dans la région, le détachement d'un iceberg de la banquise, a produit des problèmes[Quoi ?] en 2005. L'iceberg B-15 se détacha de la barrière de Ross le 17 mars 2000, il avait alors une superficie de 11 000 km2. Le 27 octobre 2005, l'iceberg se cassa en plusieurs morceaux.
Des recherches faites sur des sismographes placées sur B-15 indiquèrent que les lames de fond provoquées par un tremblement de terre à 12 900 km de là, dans le golfe d'Alaska, causèrent la désintégration de l'iceberg. Le vent et les courants poussèrent ensuite l'iceberg B-15A vers le détroit de McMurdo. Là, il bloqua la sortie de la glace dans le détroit ainsi que le passage des manchots, qui prenaient ce chemin pour aller chasser dans la mer. La glace s'empila derrière l'iceberg, bloquant aussi deux cargos en route pour approvisionner les stations dans le sud de l'île de Ross. Les brise-glace américain USCGC Polar Star et russe Krassine durent frayer un chemin jusqu'à la base dans la glace épaisse de 3 m. Ce chemin suivra la côte est du détroit jusqu'à l'île, escortant le navire-citerne USNS Paul Buck au port de McMurdo en fin janvier 2006. Le cargo USNS American Tern suivra le 3 février.
Une banquise similaire bloqua une expédition du National Geographic Society sur le navire Braveheart, les empêchant de s'approcher de l'iceberg B-15A. Toutefois, les membres de l'expédition purent explorer sous un autre iceberg, y trouvant des poissons, étoiles de mer, crabes, et poissons de glace, ces derniers se faisant des trous dans la glace pour s'y protéger. L'expédition assista aussi au spectacle rare d'une explosion d'iceberg. Des morceaux de glace sautèrent en l'air, quelques heures après que le Braveheart commence à s'éloigner de l'iceberg.

## Les vents

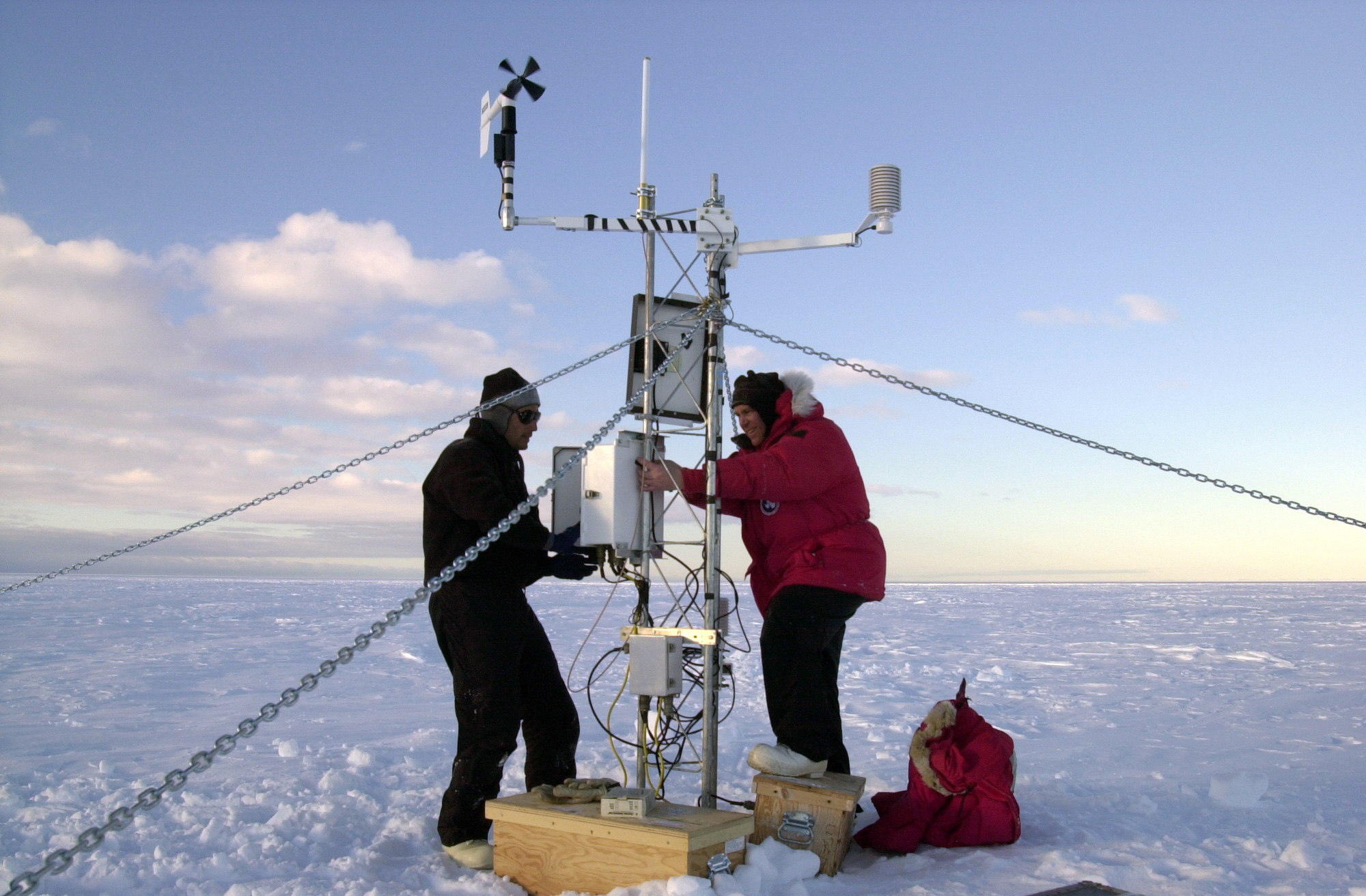
Installation d'instruments météorologiques sur l'iceberg B-15A

Les vents polaires sont la force motrice derrière les trois systèmes météorologiques qui se rejoignent sur le détroit : celui du plateau polaire et la chaîne Transantarctique, celui de la barrière de Ross, et celui de la mer de Ross. Ces zones créent une gamme de systèmes météorologiques dynamiques. Les vents froids et lourds descendant rapidement du plateau polaire, à une élévation de 3 050 m créant de forts vents catabatiques. Ces vents secs atteignent vite une force d'ouragan avant d'atteindre la côte. Des instruments qui mesurent la vitesse du vent ont mesuré la vitesse la plus haute jamais enregistrée en Antarctique en juillet 1972, à la station côtière de Dumont d'Urville : 327 km/h.
Les vents qui se rencontrent au-dessus du détroit passent par des cols et autres formations géologiques, créant des blizzards localement appelés herbies. Ils peuvent survenir à n'importe quelle époque de l'année. Les résidents des stations McMurdo et Scott ont nommé les îles White et Black Herbie Alley (« allée des herbies »), pour les vents qui causent de fréquents blizzards entre les îles.
L'air très froid du continent empêche en général l'humidité de former des flocons de neige. Les blizzards, au lieu de faire neiger, causent donc la dissémination de la neige déjà existante sur le sol. L'équivalent en eau des précipitations annuelles sur l'île de Ross n'est que de 17,6 cm ; dans l'intérieur du continent il n'est que de 5 cm. Les vallées sèches de McMurdo, sur la côte ouest du détroit, ne voient quasiment jamais de la neige.
Le manque de précipitations en Antarctique ne diminue pas l'importance de son climat polaire ; sa superficie double chaque hiver pendant le gel de l'eau. Le dégel des 8 130 000 km2 estimés constitue l'évènement climatique annuel le plus important du monde.
Le détroit McMurdo est un composant important de l'effet que l'Antarctique a sur le climat mondial. Un facteur clé est le vent polaire, qui peut pousser la banquise dans la mer de Ross pendant l'été ou l'hiver. Les vents catabatiques très froids touchent la surface de l'eau, formant de la glace. L'eau gelée exclut le sel de l'eau en dessous, laissant l'eau froide et lourde qui tombe au fond de l'océan. Ce processus se répand sur toute la côte antarctique, répandant l'eau froide dans tous les océans du monde.
Dans une entrevue, le climatologue Gerd Wendler a dit que, où qu'on va dans le monde, au fond de l'océan on trouvera de l'eau provenant de l'Antarctique : « Soixante-quinze pour cent de toute l'eau du fond, où qu'on soit, vient de l'Antarctique. »

### La station McMurdo
- Température moyenne : −20 °C
- Température moyenne par mois : −3 °C en janvier, −28 °C en août
- Mois avec le plus de tempêtes : février et octobre[15]

## La vie sous la glace

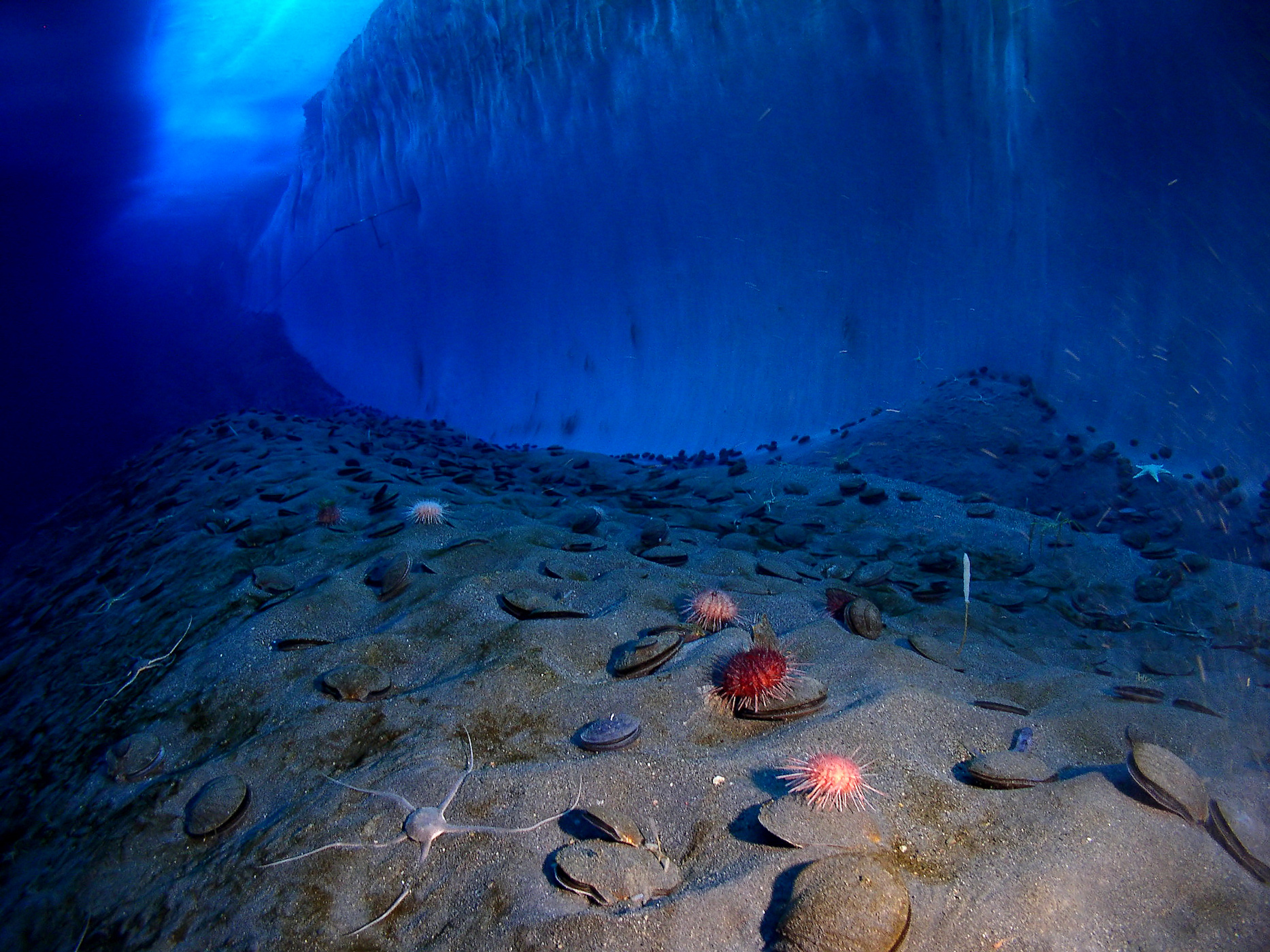
La vie sous la surface

La vie sous-marine est très riche sous la glace du détroit. Les eaux froides, qui tueraient beaucoup d'autres poissons, abritent les Notothénioïdes antarctiques, proches des dorés jaunes et des perches. Les Notothénioïdes possèdent une protéine qui les empêche de geler dans les eaux froides. Environ la moitié des espèces de poissons vivant sur les côtes antarctiques sont des notothénioïdes, composant de 90 à 95 % de la biomasse.
Si certaines espèces sont rares, elles ne sont pas invisibles. Le détroit abrite ainsi plusieurs espèces de vives couleurs, dont des éponges « cactus » jaunes et des éponges « globe » vertes. L'étoile de mer, l'oursin et l'anémone de mer sont aussi présents. De grandes araignées de mer vivent au fond, mangeant les anémones. Le krill antarctique vit près de la surface de l'eau ; il est un élément clé de la chaîne alimentaire de la région, alimentant des mysticètes aux manchots. Le détroit abrite aussi du corail mou, dont la forme flexible la permet de se « pencher » pour manger sur le fond du détroit.

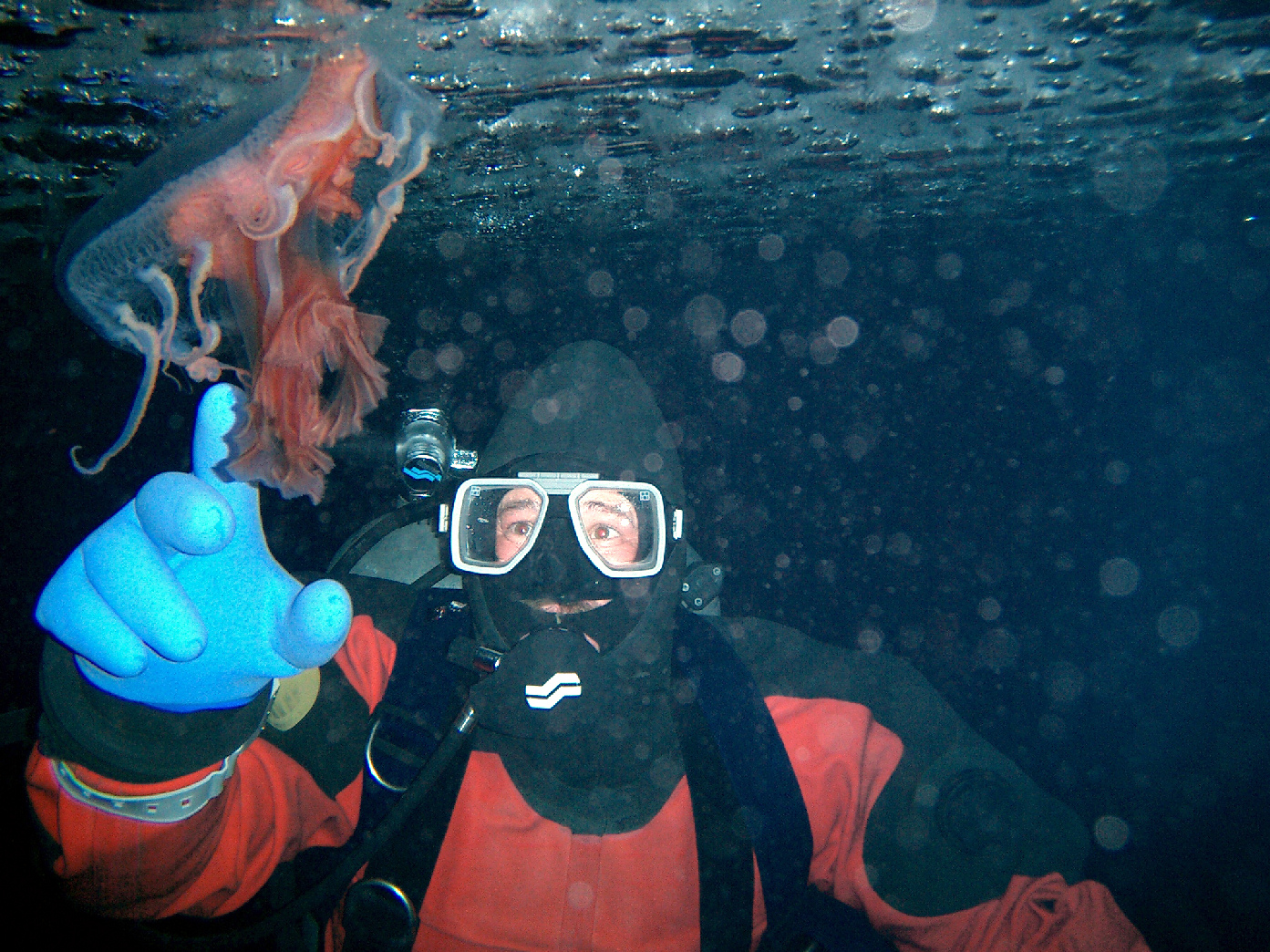
Méduse et plongeur juste en dessous de la banquise

Les manchots d'Antarctique, célèbres pour leur manière de marcher sur la glace, se transforment en nageurs puissants et pleins de grâce sous l'eau. Les manchots empereur chassent des calmars, des poissons, et beaucoup de crustacés, et ils peuvent plonger jusqu'à 600 m de profondeur pour en trouver. Les manchots Adélie sont, eux, moins ambitieux : ils mangent sous l'eau jusqu'à deux minutes, et à une profondeur maximum de 170 m.
Les phoques de Weddell, très présent au détroit, peut plonger encore plus loin que le manchot empereur. La phoque peut retenir sa respiration jusqu'à 80 minutes et nager jusqu'à 700 m de profondeur. On peut aussi y voir des léopards de mer et des phoques crabiers en grand nombre, le premier étant un prédateur féroce des autres phoques et des manchots tandis que le second, plus tranquille, s'alimente surtout de krill.
Le prédateur des phoques par excellence est l'orque, qui peut manger jusqu'à 227 kg de viande par jour. Il est blanc et noir, avec une grande nageoire dorsale (jusqu'à 1,8 m) et de taille énorme (jusqu'à 8 mètres de long pour les mâles). Les orques voyagent en groupe de jusqu'à 30 individus et peuvent nager à 46 km/h.

## Impact environnemental de l'être humain

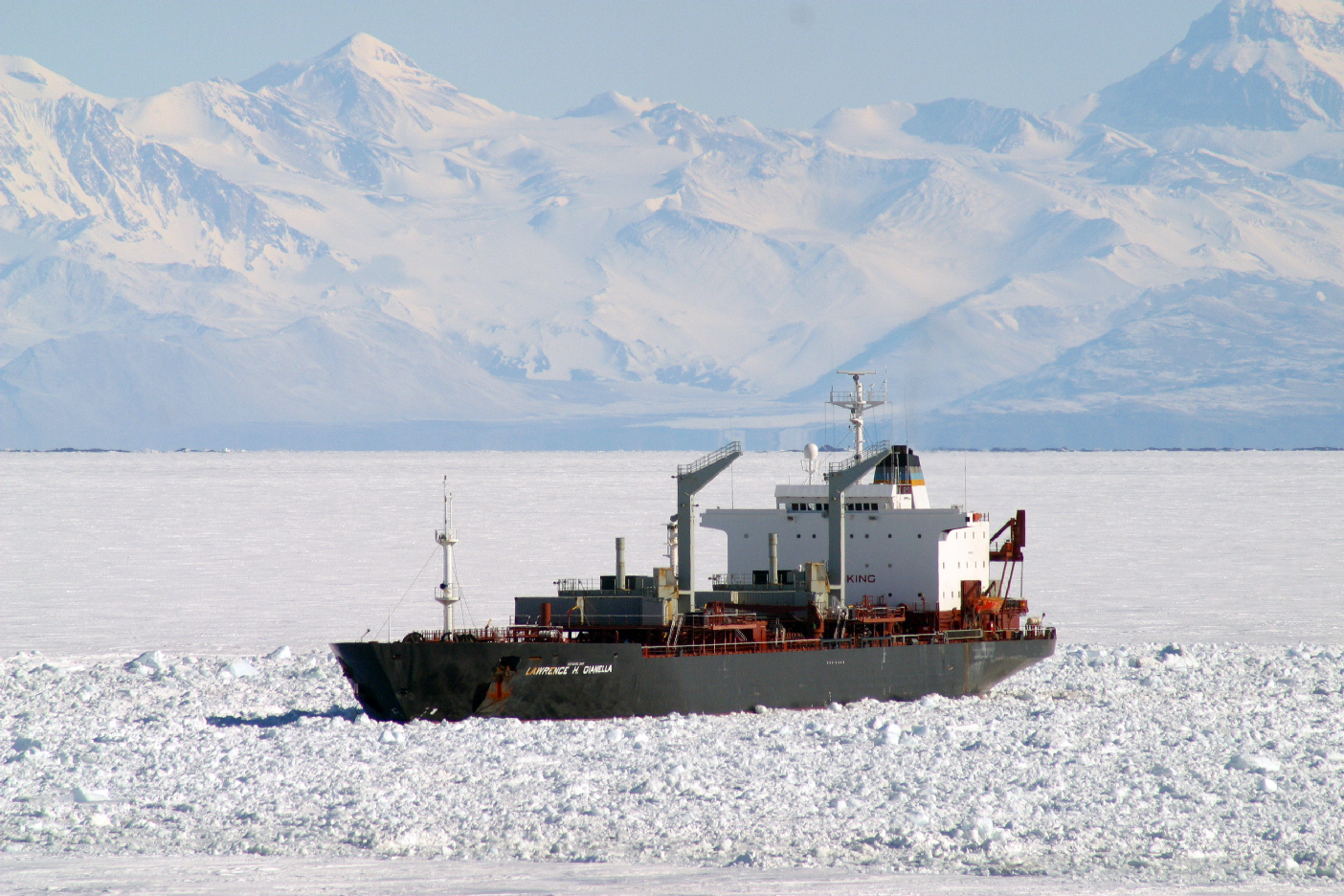
Le pétrolier Lawrence H. Gianella dans le détroit

Les plus de 50 années d'opération quasi continuelle des bases scientifiques américaine et néo-zélandaise a laissé des poches de pollution dans le détroit. Jusqu'à 1981, les résidents des bases jetaient leurs ordures sur la banquise ; elles tombaient au fond du détroit lors du dégel.
Une étude menée en 2001 au fond du détroit y trouva 15 véhicules, 26 conteneurs et 603 citernes à pétrole, ainsi que quelque 1 000 objets variés, tout dans seulement 20 hectares.
Une étude menée par l'agence gouvernementale néo-zélandaise Antarctica New Zealand révèle qu'après plusieurs décennies d'évacuation des eaux usées des 1 200 résidents estivaux directement dans le détroit avait pollué Winter Quarters Bay. Le dépotoir près de la station laissait filtrer des métaux lourds, des composés de pétrole et des produits chimiques dans l'eau de la baie.
La même étude conclut que les sédiments couvriraient éventuellement les déchets présents sur le fond du détroit, tandis que tout essai de s'en débarrasser lâcherait encore plus de pollution dans l'eau. Le problème de l'évacuation des eaux usées fut résolu avec la création d'une petite centrale de traitement des eaux, ouverte en 2003.
Toutefois, le zoologue Clive Evans d'Auckland University a décrit Winter Quarters Bay en tant que « l'un des ports les plus pollués du monde en matière de pétrole. »
Depuis plusieurs années, on voit des opérations de nettoyage, de recyclage et d'exportation des déchets par navire. Le National Science Foundation américain commença un plan de 5 ans coûtant 30 millions de dollars en 1989. Il se concentra sur le dépotoir. En 2003, le U.S. Antarctic Program dit recycler environ 70 % de ses déchets.
Le plan commencé en 1989 inspecta des centaines de citernes dans le dépotoir, la plupart pleins de fioul et d'eaux usées, avant de les identifier et les mettre sur un navire pour son exportation. On commença à exporter les déchets en 1971. Les États-Unis exportèrent plusieurs tonnes de terre radioactive après la fermeture d'une petite centrale nucléaire.

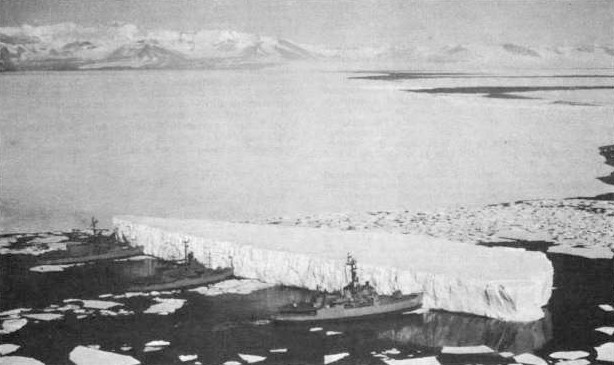
Trois navires de guerre poussant un iceberg

Mais les mêmes navires qui exportent les déchets de McMurdo Station présentent eux-mêmes un danger pour l'écosystème. Une étude du Australian Institute of Marine Science trouva que l'antifouling utilisé sur les coques des brise-glaces polluent l'eau et tuent les algues, les pouces-pied et autres espèces marines qui s'attachent aux coques des navires. Il trouva que des échantillons relevés sur le fond du détroit contenaient hauts niveaux de tributyltine (TBT), composant des peintures sur les coques. « Les niveaux y présents sont près du maximum qu'on trouvera partout sauf aux échouages des navires. »
Les navires, les avions, et les véhicules terrestres présentent tous un danger de pollution par fuites de pétrole. En 2003, l'accumulation de deux ans de glace empêcha le navire citerne américain MV Richard G. Matthiesen d'arriver au port de McMurdo Station, sa destination, malgré l'aide des brise-glace. On dut construire un tuyau temporaire de 5,6 km de long sur la banquise pour décharger le cargo du navire. Il envoya ainsi plus de 22 700 000 litres de fioul à la station.
Le risque de marée noire est cependant minimisé par les autorités face à la nécessité de l'approvisionnement de McMurdo Station en pétrole. Un déversement accidentel de pétrole en 2003 laissa 24 605 litres de la substance sur l'hélistation.
La marée noire causée par le navire argentin Bahía Paraíso et ses 643 520 litres de pétrole en 1989, près de la péninsule antarctique, illustra les dangers posés à l'environnement antarctique.

## Tourisme

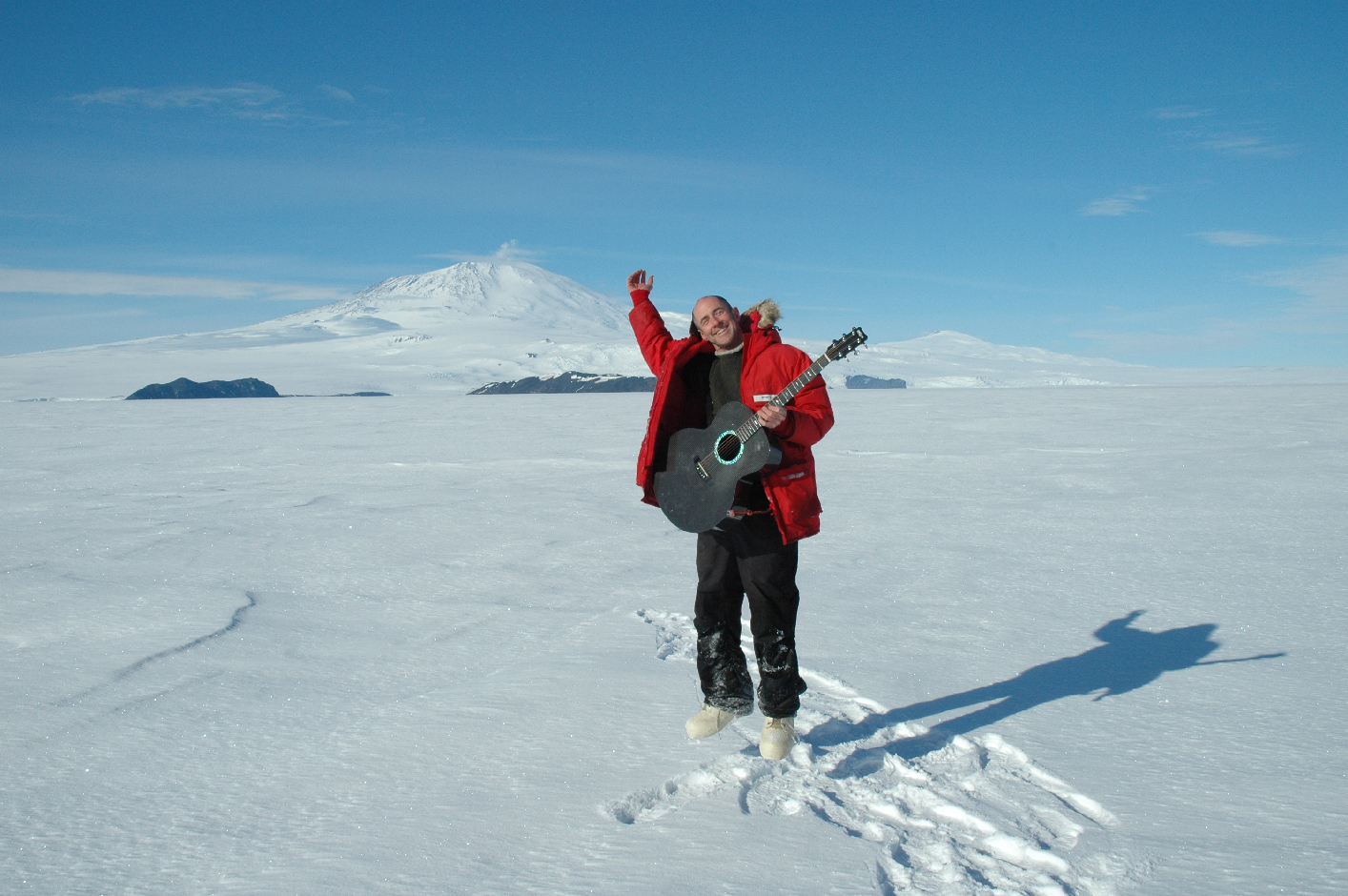
Touriste devant le mont Erebus

La distance et le climat inhospitalier limite le tourisme en Antarctique à une industrie assez chère et largement concentrée sur la péninsule. Toutefois, le nombre de touristes sur le continent a quadruplé pendant les années 1990, jusqu'à 14000 en 2000, tandis que dix ans auparavant il n'y en avait que 2 500. Plus de 27 000 touristes ont pris des tours de la côte en croisière en 2004 et 2005.
Seulement 5 % des touristes visitent la région de la mer de Ross, qui inclut le détroit McMurdo. Ils se concentrent surtout dans les régions côtières sans banquise dans les mois d'été, sur et près de la péninsule Antarctique. La faune, la flore et les paysages montagneux et marins de la péninsule attirent des touristes depuis la fin des années 1950, quand des croisières argentines et chiliennes ont commencé à offrir des voyages aux îles Shetland du Sud.
Des vols commerciaux qui survolaient le continent commencèrent en 1957, avec un Boeing 377 Stratocruiser de Pan Am. Les premiers vols commerciaux à atterrir sur le continent le firent au détroit McMurdo et au pôle Sud dans les années 1960. Des survols depuis l'Australie et la Nouvelle-Zélande furent très courants entre 1977 et 1980, et transportèrent plus de 11000 passagers. En 1979, le vol TE901 d'Air New Zealand s'écrasa contre le mont Erebus, sur la côte est du détroit ; les 257 personnes à bord y trouvèrent la mort.
La croisière du navire Lindblad Explorer en 1969 fut le précédent de tout le tourisme de croisière en Antarctique. Le fondateur de la compagnie, Lars-Eric Lindblad, combina la croisière avec l'éducation : « On ne peut pas protéger ce qu'on ne connaît pas. ». Les croisières ont depuis lors augmenté le nombre de passagers et la taille des navires.

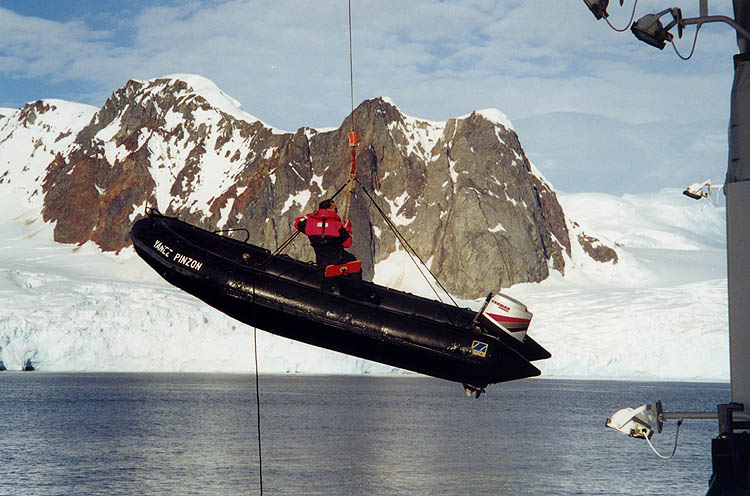
Canot pneumatique hissé dans un navire, quelque part dans l'Antarctique

Il y eut peu de croisières contenant jusqu'à 960 touristes ; ce genre de navire ne s'arrête généralement pas, mais continue à avancer près de la côte pour montrer le paysage. Le brise-glace russe Kapitan Khlebnikov, qui offre des croisières dans la région, a fait plusieurs voyages aux mers de Weddell et de Ross depuis 1992. Des croisières en hautes latitudes dans la banquise ne peuvent se dérouler que dans les mois les plus chauds, de novembre à mars. En 1997, le Kapitan Khlebnikov fut le premier navire à faire le tour du continent avec des passagers touristes. Les passagers du brise-glace vont sur la côte dans des canots pneumatiques. Ils peuvent s'arrêter aux abris des anciens explorateurs sur l'île de Ross ou au cap Royds.
Le brise-glace russe offre aussi des vols en hélicoptère au-dessus des régions de difficile accès, comme les vallées sèches de McMurdo ; ils décollent du brise-glace. Toutefois, on a établi des standards non officiels pour décourager de perturber ainsi la faune.
Le tourisme sur terre est assez rare sur le continent. Il n'existe pas de base touristique permanente, malgré le nombre grandissant de touristes.

## Points remarquables

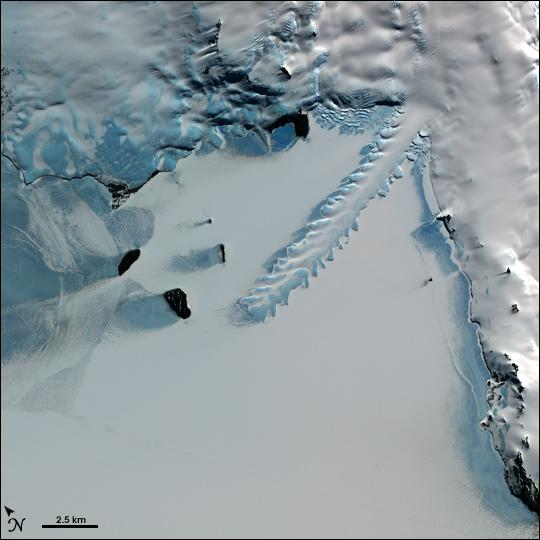
Langue de glace Erebus en hiver

- Île Beaufort : Dans le nord du détroit, est une zone protégée. Elle abrite une grande colonie de manchots.
- Île Black (île noire) : À l'ouest du proche île White (île blanche), environ 40 km de McMurdo Station. Elle abrite une base de télécommunications.
- Cap Royds : Sur la côte ouest de l'île de Ross. Zone protégée, abrite la colonie la plus australe de manchots Adélie[26]. Il y a un abri construit par Ernest Shackleton et son équipage du Nimrod en 1907.
- Discovery Point : Aussi appelé Hut Point. Endroit de la construction, en 1911, de l'abri de Robert Falcon Scott pendant une expédition.
- Langues de glace : La langue de glace Erebus se projette 11 ou 12 km dans le détroit depuis la côte et mesure jusqu'à 10 m de haut. La langue de glace MacKay se trouve de l'autre côté du détroit au nord-ouest, dans Granite Harbour.
- Vallées sèches de McMurdo : Ces vallées sur la côte ouest s'appellent ainsi à cause de l'humidité très basse et le peu de neige et de glace qui s'y trouve.
- Barrière McMurdo : Cette barrière de glace flottante dans le sud du détroit fait lui-même partie de la barrière de Ross.
- Mont Discovery : Cône volcanique isolé sur la côte ouest du détroit. 2 681 m.
- Mont Erebus : Le volcan actif le plus austral du monde. Sur l'île de Ross. 3 794 m.
- Île de Ross : Possède quatre volcans : les monts Erebus, Terror, Bird et Terra Nova. Les bases scientifiques américaine et néo-zélandaise sont dans le sud.
- Chaînon de la Royal Society : Volcanique, il fait partie des monts transantarctiques, l'un des chaînons les plus longs sur Terre. Sur la côte sud-ouest du détroit.
- Île White (île blanche) : La banquise McMurdo l'entoure. Visible depuis la Base Scott (néo-zélandaise). Une fente permanente dans la glace permet aux phoques d'y vivre toute l'année[27].